# سامي (دودة حاسوب)
سامي (Samy) معروفة أيضا بـ JS.Spacehero، هي دودة برمجة عبر مواقع صممت لكي تنتشر في شبكة التواصل الاجتماعي ماي سبيس. تم كتابتها من قبل سامي كامكار. فقط خلال 20 ساعة من إطلاقها في 4 أكتوبر 2005، كان على ما يزيد عن مليون مستخدم تشغيل الحمولة و الذي جعل «سامي» أسرع فيروس من حيث الانتشار على الإطلاق.
الدودة في نفسها كانت نسبياً غير مؤذية، كانت تحمل بايلود يقوم بعرض السلسلة النصية "but most of all، Samy is my hero"، والتي تعني «ولكن الأهم من ذلك كله، سامي هو بطلي» في صفحة حساب الضحية على ماي سبيس. حينما يقوم مستخدم بمشاهدة صفحة حساب مصابة بالدودة، سيتم تكرار وزرع الحمولة في صفحة حسابة مما يؤدي في مواصلة انتشار دودة الحاسوب. ماي سبيس قامت بعدها بتأمين موقعها من هذا الضعف.
سامي كامكار، مؤلف الدودة، تعرض لمداهمة من قبل جهاز الخدمة السرية الأمريكي وفرقة الجرائم الإلكتروني في 2006 بسبب إطلاقة الدودة. قام  اتفاق النداء بحقة حيز التنفيذ من 31 يناير 2007 إلى تهمة جناية. التصرف الذي أدى إلى جعل سامي كامكار يحكم عليه 3 سنوات اختبار بدون استخدام حاسوب، و 90 يوم من خدمة مجتمعية، ومبلغ مالي لم يكشف عنه.

## الظهور والانتشار
تم إنشاء دودة سامي في عام 2005 بواسطة قراصنة الكمبيوتر سامي كامكار. انتشرت الدودة بسرعة على منصة ماي سبيس للتواصل الاجتماعي.

### استغلال الثغرة:
استغلت الدودة ثغرة في البرمجيات تعرف بـ "cross-site scripting" (XSS) الموجودة في ماي سبيس في ذلك الوقت.

### طريقة الانتشار:
انتشرت الدودة عن طريق إضافة نفسها تلقائيًا إلى ملفات المستخدمين المصابة وتعديلها، ثم انتقالها إلى المستخدمين الآخرين الذين يزورون الملفات الملوثة.

#### التعديلات على ملفات المستخدمين;
قامت الدودة بإضافة اسم سامي كامكار إلى قائمة "الأبطال" في ملفات المستخدمين المصابة، وعرضت رسالة ترويجية لصانع الدودة.

## التأثير على ماي سبيس
تسببت الدودة في اضطرابات في منصة ماي سبيس، مما أثر على تجربة المستخدم وأبرز المخاطر المحتملة للتواصل الاجتماعي عبر الإنترنت. واستجابة ماي سبيس بسرعة للدودة، حيث قاموا بتحديد الثغرات وإصلاحها، واتخذوا تدابير لاحتواء وتخفيف انتشار الدودة. و أظهرت حادثة دودة سامي أهمية اتخاذ تدابير أمان قوية في منصات التواصل الاجتماعي وضرورة تقييم الثغرات بشكل دوري وإصلاحها بسرعة. كما أبرزت الحادثة أهمية توعية المستخدمين حول الممارسات الآمنة على الإنترنت والحذر أثناء التفاعل مع المحتوى عبر الإنترنت. نتيجة انتشار الدودة بسرعة وتعديلها لملفات المستخدمين، تسببت الدودة في تعطيل وتشويش خدمة ماي سبيس. تعطّلت الصفحات وتأخذ وقتًا أطول في التحميل، وزادت الازدحام على الخوادم وأثرت على أداء المنصة بشكل عام.

## العواقب قانونية على صانع الدودة
بعد اكتشاف دودة سامي وتأثيرها، تعرض صانع الدودة سامي كامكار لعواقب قانونية. تم اتخاذ إجراءات قانونية ضده وتمت متابعته بتهمة الاختراق الإلكتروني وتعطيل خدمة ماي سبيس.
بعد تقديمه بصفقة ادعاء بدون عقوبة السجن ، ولكن دفع غرامة قدرها 20000 دولار أمريكي ، وقضاء ثلاث سنوات من تحت المراقبة، والعمل 720 ساعة في خدمة المجتمع ، اعترف سامي كامكار بالذنب في جناية بإختراق ماي سبايس في محكمة لوس أنجلوس العليا.

## وصلات خارجية
- مقابلة مع سامي كامكار
- slashdot.org مناقشة
- شرح تقني لدودة ماي سبيس